# Lazy Eye
Lazy Eye – utwór amerykańskiego zespołu alternatywnego Goo Goo Dolls nagrany w 1997 do ścieżki dźwiękowej filmu Batman i Robin. Jest to pierwsze studyjne nagranie grupy z udziałem Mike’a Malinina jako perkusisty.

## Spis utworów na singlu
1. „Lazy Eye” – 3:45